# Mieres (Gerichtsbezirk)
Der Gerichtsbezirk Mieres ist einer der 18 Gerichtsbezirke in der autonomen Gemeinschaft Asturien.
Der Bezirk umfasst 3 Gemeinden auf einer Fläche von 242,57 km² mit dem Hauptquartier in Mieres.

## Gemeinden
| Gemeinde              | Einwohner (2024) | Fläche km² | Dichte Einw./km² | Cod INE | Postleitzahl |
| --------------------- | ---------------- | ---------- | ---------------- | ------- | ------------ |
| Mieres                | 36.132           | 146,03     | 247              | 33037   | 33600        |
| Morcín                | 2.537            | 50,05      | 51               | 33038   | 33161–33163  |
| Riosa                 | 1.712            | 46,49      | 37               | 33058   | 33160        |
| Gerichtsbezirk Mieres | 40.381           | 242,57     | 166              | –       | –            |